# Olszowe (województwo wielkopolskie)
Olszowe – osada leśna w Polsce położona w województwie wielkopolskim, w powiecie konińskim, w gminie Kazimierz Biskupi.
W latach 1975–1998 miejscowość administracyjnie należała do województwa konińskiego.